# Кот (роман)
«Кот» — роман французского писателя Жоржа Сименона, опубликованный в 1967 году. Этот роман не является детективом. Сименон подчёркивал, что главными своими произведениями он считал «психологические», или, как их сам называл, «трудные» романы, в число которых входит и «Кот».

## Сюжет
Действие романа развивается в начале 70-х годов и рассказывает о пожилых супругах, которые с нескрываемым омерзением относятся друг к другу. Их вражда длится уже не первый год, но развестись они не могут, ввиду религиозных убеждений жены. Они не разговаривают, их единственной формой общения служат заметки на клочках бумаги. Их единственная цель в настоящее время — насолить друг другу.
Всё меняется в тот день, когда муж приносит в дом кота с улицы. Кот становится для него единственной отрадой и смыслом жизни. Но ревность и ярость его жены приводит к убийству кота.

### История создания
Роман был написан в характерном для Сименона быстром темпе — в период с сентября по октябрь 1966 года. Роман опубликован во Франции в 1967 году, в издательстве Presses de la Cité. К тому времени Сименон был автором около 200 других книг. Этот роман Сименона носит элементы психологического романа и чёрной комедии.
«Кот» был удостоен высокой оценки, в частности роман в своей рецензии очень хвалил известный литературный критик Ричард Бостон. В 1971 году роман был экранизирован. Главные роли исполнили Жан Габен и Симона Синьоре. Фильм получил 2 приза МКФ (Берлин).